# Хоменко Володимир Петрович (військовик)
Володи́мир Петро́вич Хоме́нко (18 серпня 1985 року, м. Добропілля, Донецька область  — 5 вересня 2020 року, смт Верхньоторецьке, Ясинуватський район, Донецька область) — старший сержант, командир взводу кулеметників 46-го окремого штурмового батальйону «Донбас» 54-ї окремої механізованої бригади імені Гетьмана Івана Мазепи Збройних сил України, учасник російсько-української війни.

## Життєпис
Народився та мешкав у Добропіллі, працював на шахті.
Учасник Антитерористичної операції на сході України та Операції об'єднаних сил на території Луганської та Донецької областей від 2015 року.
Загинув 5 вересня 2020 року біля смт Верхньоторецьке внаслідок вибуху на мінному полі ворога під час гасіння пожежі. Разом з Хоменком загинув старший солдат цього ж підрозділу Віталій Грицишин. Військовослужбовці залишились відрізані вогнем від основних сил у так званій «сірій зоні».
Похований 8 вересня 2020 року в Добропіллі. У захисника залишились батько та дві сестри.

## Нагороди та вшанування
- Орден «За мужність» III ступеня — за особисті заслуги у зміцненні обороноздатності Української держави, мужність і самовіддані дії, виявлені у захисті державного суверенітету та територіальної цілісності України, зразкове виконання військового обов'язку (посмертно)[5]